# Escuela de Música Adolf Fredrik
La Escuela de Música Adolf Fredrik (en sueco: Adolf Fredriks Musikklasser) es una escuela secundaria general, en Estocolmo, Suecia, con un enfoque en la música coral. La escuela cuenta con tres coros juveniles de alto nivel internacional. Muchos músicos profesionales son exalumnos. La escuela fue fundada en 1939 por iniciativa de Hugo Hammarström y ofreció las primeras clases de música en Suecia, basado en modelos como el Kings College, en Cambridge Inglaterra, Die Städtische Singschule, en Augsburgo, Alemania, y el Coro infantil de Copenhague en Dinamarca.